# Hand of Fate
Hand of Fate es una película gambiana de 2013 enfocada en los derechos humanos. Proporciona información sobre la situación de las adolescentes que son entregadas al matrimonio por sus padres sin su consentimiento o conocimiento y cómo su educación y sus vidas se ven afectadas. La Iniciativa para el Desarrollo de los Niños y la Comunidad en asociación con la Fundación Mandingmorry para las Artes Escénicas (MANFOPA) hizo posible esta película.
Está basada en un libro de 2009 escrito por la dramaturga y directora de teatro de Gambia Janet Badjan Young. Ibrahim Ceesay produjo y dirigió la película.

## Sinopsis
Una joven ve su futuro y sus sueños truncados al ser obligada a casarse con un hombre al que no ama.

## Elenco
- Mariama Colley
- John Charles Njie
- Cornelius Gómez
- Oley Saidykhan
- Suzy Joh
- Babette Mendy Jalllow

## Premios
Hand of Fate ganó en categoría a la mejor película indígena en Nolloywood y los premios African Film Critics Awards celebrados en Washington D. C. el 14 de septiembre de 2013.